# Росселлини, Франко
Франко Росселлини (итал. Franco Rossellini; 7 ноября 1935, Рим, Королевство Италия — 3 июня 1992, Нью-Йорк, США) — итальянский актёр, кинопродюсер, кинорежиссёр

 и сценарист.

## Биография
Франко Росселлини родился 1 ноября 1935 года в Риме, Италия. Он является сыном композитора Ренцо Росселлини и племянником кинорежиссера Роберто Росселлини. С начала 1960-х годов работал помощником и ассистентом режиссера, сначала в съемочных группах своего дяди, впоследствии в работе над фильмами режиссеров Федерико Феллини, Серджио Корбуччи и Мауро Болоньини.
Начиная с фильма «Теорема» (1968), Росселлини выступил продюсером еще двух фильмов Пьера Паоло Пазолини — «Медея» (1969) и «Декамерон» (1971). В 1980 году вместе со своим двоюродным братом Ренцо Росселлини принял участие в продюсировании фильма Федерико Феллини «Город женщин».
В 1965 году Франко Росселини как режиссер поставил по собственному сценарию фильм «Женщина озера», музыку к которому написал его отец Ренцо Росселлини.
В 1970 году Франко Росселлини переехал в Нью-Йорк, где 3 июня 1992 года умер от осложнений, вызванных Спидом.